# Heinrich Korff gen. Schmising
Heinrich Korff gen. Schmising (* im 15. Jahrhundert; † August 1494) war Domherr in Münster.

## Leben

### Herkunft und Familie
Heinrich Korff gen. Schmising entstammte dem westfälischen Adelsgeschlecht Korff, dessen Familienzweige zu den ältesten landsässigen Adelsfamilien des Münsterlandes gehören. Zahlreiche namhafte Persönlichkeiten sind daraus hervorgegangen. Er war der Sohn des Everd Korff zu Harkotten und dessen Gemahlin Frederun Ketteler. Sein Bruder Otto war Domdechant von 1484 bis 1494. Seine Neffen Wilbrand, Hermann und Bernhard waren münstersche Domherren.

### Wirken
Heinrich findet am 24. Dezember 1433 als Domherr in Münster Erwähnung. Am 27. Juli 1450 schloss er sich dem Protest gegen die Ernennung des Walram von Moers zum Bischof an. Die Bischofswahl führte zur Münsterischen Stiftsfehde.
Kurze Zeit später, am 16. August 1451, belegte ihn der Bischof mit einem Verbot.
Heinrichs Wahl zum Propst des Alten Doms zu Münster fiel auf den 14. Februar 1459. Er gehörte dem Domkaland an.